# Louis Prosper Levavasseur, l'aîné
Pour les articles homonymes, voir Levavasseur.
 (mai 2016).
Si vous disposez d'ouvrages ou d'articles de référence ou si vous connaissez des sites web de qualité traitant du thème abordé ici, merci de compléter l'article en donnant les références utiles à sa vérifiabilité et en les liant à la section « Notes et références ».
Louis Prosper Levavasseur, né à Sèvres le 22 avril 1760, où il est mort le 17 avril 1822, est un peintre sur porcelaine et doreur français.

## Biographie
Fils aîné de François Levavasseur et de Marie Antoinette Durmard, Louis Prosper Levavasseur est né à Sèvres. Le 12 avril 1790, il épouse Marie Louise Surard à Chaville ; son frère Pierre est son témoin.
Il est peintre de palmes et doreur à la Manufacture nationale de Sèvres de 1775 à 1780, puis réparateur de 1788 à 1800.

## Œuvres dans les collections publiques
- Creil, musée Gallé-Juillet : Assiette, 1776-1780, porcelaine tendre de Sèvres à bord lobé et souligné d'un filet d'or, décor en relief, peint en bleu de palmes formant six cartouches sur l'aile, décor de bouquets de fleurs détachés polychrome dans le bassin et sur le marli. Marques au revers : deux « LL »  entrelacées peints en manganèse, « V » peint en manganèse, « L.W. ».